# 天纪二
天纪二（ζ Her/武仙座ζ）是一个在武仙座的多星系统。合并视星等2.81，可以用肉眼看见。视差测量显示它距离地球大约35光年。
主星是一个比太阳大一些的次巨星，核心的氢已经耗尽，正开始演化离主序带。它被一个较小的伴星环绕着，角距离1.5弧秒，实际上相当于大约15天文单位。这个距离相当远，两星对彼此不会产生明显的潮汐作用。它们以34.45年的周期互相绕行，半长轴1.33"，偏心率0.46。
成员A的恒星分类为G0IV。它大约有2.5倍太阳半径和1.45倍太阳质量。该星辐射出超过6倍太阳光度，表面温度5,820K。伴星B大小和质量都与太阳类似，表面温度5,300K。两星都自转缓慢。这个系统可能还有第三个暗淡的成员，对它所知甚少。
A-B双星的轨道和其他数据记载在华盛顿双星星表里。两星的星等差异是1.52等（在700nm）。两次的天体测量研究并未检测到第三个成员。
这个系统是武仙座ζ移动星群的成员星。包括孔雀座φ2，网罟座ζ，长蛇座1，Gl 456，Gl 678和Gl 9079。